# SMS Otter
La SMS Otter est une canonnière fluviale de la Marine impériale allemande lancée en 1909. Elle était destinée aux missions de surveillance le long du fleuve Yangzi Jiang et était affectée à l'escadre d'Extrême-Orient (Ostasiengeschwader), à l'instar des canonnières SMS Tsingtau et SMS Vaterland.

## Service
La construction de la canonnière est décidée pour améliorer les performances de la présence allemande dans la zone du fleuve Yangzi Jiang, dans les années qui suivent les troubles de la révolte des Boxers. Il est décidé de bâtir une canonnière dont l'armement serait amélioré par rapport à celui de la SMS Vaterland et de la SMS Vorwärts qui sont affectées à la même zone. La machinerie est renforcée et une seconde cheminée est prévue. Son tirant d'eau est extrêmement bas, afin de faciliter son arrimage le long de berges de sable et de faciliter sa navigation sur un fleuve parsemé de bancs de sable.

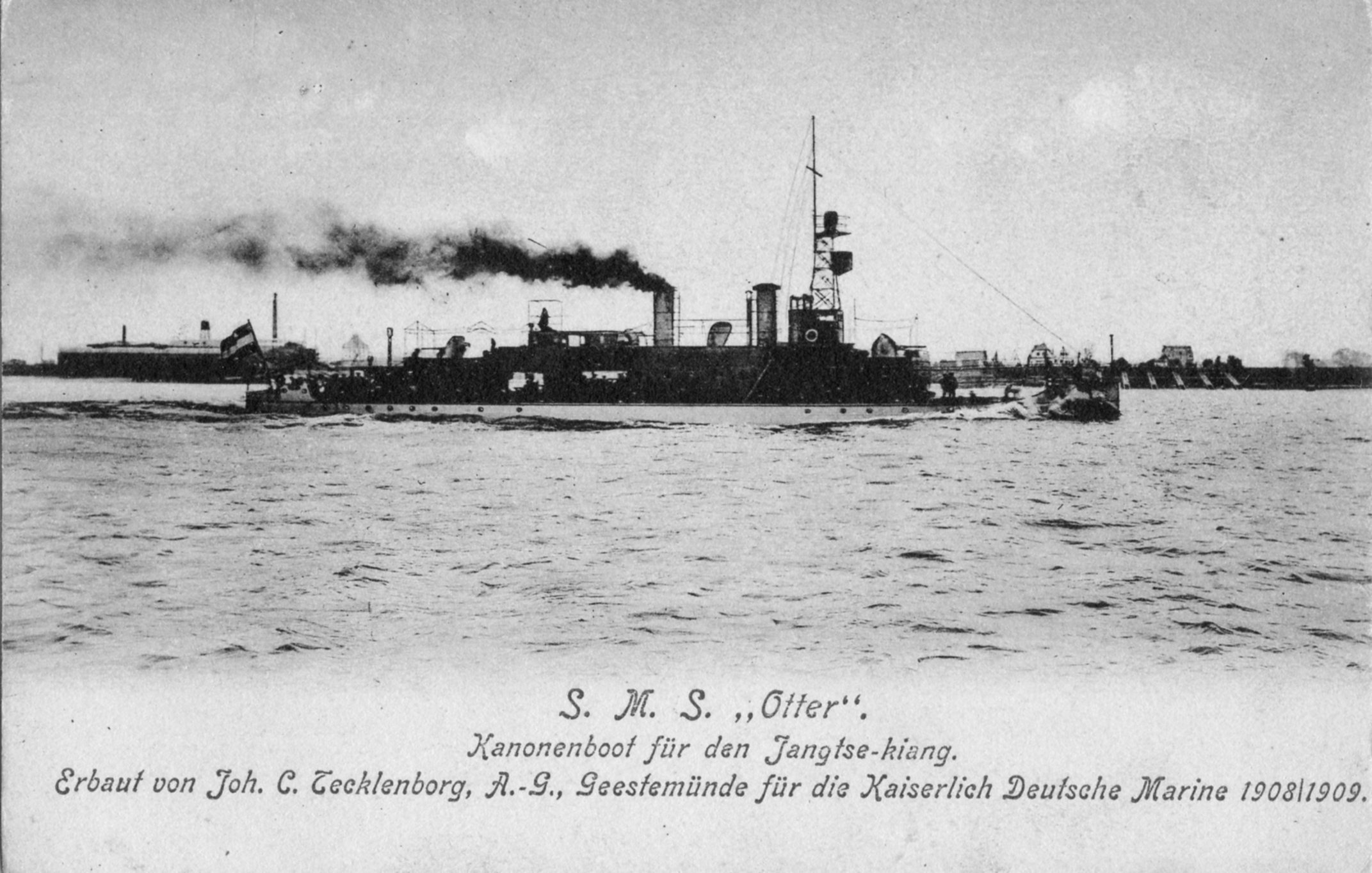
La SMS Otter sur la Weser en 1909 (carte postale).

Après des voyages d'essai sur la Weser, la canonnière est envoyée en neuf sections sur le paquebot Marie Leonhardt à Shanghai, où elle est remontée et prête en février 1910. Elle fait son premier voyage sur le Wousoun le 28 février 1910. Elle est mise en service le 1er avril, après avoir été affectée à l'escadre d'Extrême-Orient, commandée par le vizeadmiral von Ingenohl (qui la visite le 19 mars 1910).
Elle patrouille sur le Yangzi Jiang et dans le Xi Jiang. Elle parvient à surmonter les rapides entre Yichang et Chongqing en trente-huit heures, battant ainsi le record détenu auparavant par une canonnière française. Elle est en réparations à Chongqing à partir de 15 décembre.
La canonnière repart en 1911 pour ses missions de surveillance, alors que l'Empire du milieu s'effondre. La république est proclamée en octobre et le pays est agité de troubles révolutionnaires. Elle est chargée de surveiller les missions allemandes et les intérêts commerciaux de ses sujets. Elle passe à nouveau l'hiver en cale sèche à Chongqing. En mai 1912, elle est à Shanghai pour révision complète et modernisation. Elle est ensuite affectée à la surveillance de cette zone, et en particulier de la concession allemande de Shanghai. Elle retourne toutefois en mars 1914 dans son ancienne zone d'opération. En juillet 1914, le korvettenkapitän von Müller ordonne à son commandant de bord de lui faire rejoindre Hankou, où l'Empire allemand possède également une concession.
La canonnière est à Nankin, lorsque la déclaration de guerre est prononcée en août. Une partie de l'équipage reste à bord pour la garder, tandis que la plupart des hommes sont envoyés à Qingdao (Tsingtau en allemand), port de mer de Chine concédé à la Kaiserliche Marine. Comme la SMS Vaterland, elle est vendue le 18 août 1914 à une société écran, pour éviter le risque de sa prise par les puissances ennemies (la république chinoise est encore neutre). Elle est renommée München.
Lorsque la Chine entre en guerre, la Marine chinoise s'empare du navire, le 20 mars 1917. Il est renommé Li-Tsieh et, comme l'ancienne Vaterland, est affecté à des missions de patrouille sur le fleuve Amour, le long de la frontière avec la Russie bolchévique.
La canonnière coule le 16 octobre 1929 sur le Songhua, après avoir été bombardée par un avion soviétique. Récupérée par la marine du Mandchoukouo, elle est démolie en 1932.

## Commandants de bord
- Avril - mai 1910: capitaine-lieutenant Oskar Kautter (1882-1920)
- Mai 1910 - mai 1912: capitaine-lieutenant Johannes Jantzen (1880-1945)
- Mai 1912 - mars 1914: capitaine-lieutenant Rudolf Firle (1881-1969)
- Mars- août 1914: capitaine-lieutenant Heinz Seuffert (1884-?)